# Peter Kaye (cầu thủ bóng đá)
Peter John Kaye (sinh ngày 4 tháng 2 năm 1979 ở Huddersfield) là một cựu cầu thủ bóng đá chuyên nghiệp người Anh.
Kaye khởi đầu sự nghiệp với tư cách nghiệp dư ở Huddersfield Town, mặc dù ông từng thử việc cho Manchester United năm 1994. Ông thi đấu chuyên nghiệp vào tháng 8 năm 1996, và có màn ra mắt ngày 4 tháng 5 năm 1997 khi vào sân thay cho Jeremy Illingworth trong hiệp hai với trận hòa không bàn thắng trên sân nhà trước Swindon Town. Đây là lần ra sân duy nhất của ông ở đội một Huddersfield và ông bị giải phóng hợp đồng cuối mùa giải.